# Jutta Jacobs
Jutta Jacobs ist eine ehemalige deutsche Handballspielerin.
Jacobs spielte mit dem SC Union 03 Hamburg als Torhüterin in der Handball-Bundesliga, Dank ihrer Leistungen spielte sie sich zu Beginn der 1980er Jahre ins Blickfeld von Bundestrainer Gerd Tschochohei.
Später spielte sie bis 2006 beim SC Janus Köln.